# Chiesa cattolica in Brasile

Regioni episcopali in Brasile.

La Chiesa cattolica in Brasile è parte della Chiesa cattolica universale, sotto la guida spirituale del Papa e della Santa Sede. Conta circa 123 milioni di cattolici, il maggior numero tra tutti gli stati del mondo, che rappresentano il 64% della popolazione.

## Storia
La nascita della Chiesa cattolica in Brasile coincide con la data dello sbarco dei portoghesi: il 22 aprile 1500 dalle navi comandate da Pedro Alvares Cabral scesero i primi missionari, che piantarono la Croce e celebrarono per la prima volta la Messa in quella che chiamarono Terra della Santa Croce.
Nel 1549 i gesuiti arrivarono in Brasile per compiervi un'impresa di evangelizzazione, in cui si distinsero i padri José de Anchieta e Manuel da Nobrega. I gesuiti catechizzarono le popolazioni locali, per cui fondarono nuovi villaggi (aldeias), aprirono scuole e collegi e costruirono chiese, strade e centri abitati.
La fede cattolica del Brasile fu difesa con la cacciata degli olandesi protestanti, che si erano impiantati a Salvador (1624-1625) e a Recife (1630-1654). La guerra olandese fu il primo episodio che pose le basi della coscienza nazionale brasiliana.
Il carattere cattolico del Brasile si mantenne per tutta l'epoca coloniale, con l'Impero e con la prima Repubblica (1889-1930). Nel 1905 Joaquim Arcoverde de Albuquerque Cavalcanti divenne il primo cardinale brasiliano. Nel 1908 fu fondata la prima università cattolica, la libera facoltà di filosofia scienze e lettere di São Bento, gestita dai benedettini.
Nel 1930 ascese al potere Getúlio Vargas e i cattolici per contrastare l'impianto laicista della seconda Repubblica formarono una Liga Eleitoral Católica, per impulso del cardinale Sebastião Leme da Silveira Cintra. Presidente della Liga era João Pandiá Calógeras e suo segretario Alceu Amoroso Lima. Intanto il 30 maggio 1931 Nostra Signora di Aparecida fu proclamata patrona del Brasile in una celebrazione che si svolse a Rio de Janeiro. I deputati che avevano accettato le "rivendicazioni minime" del programma della Liga Eleitoral Católica ottennero nella costituzione brasiliana del 1934 alcuni importanti punti, fra cui l'invocazione di Dio nel preambolo,  l'indissolubilità del vincolo matrimoniale, l'insegnamento religioso nelle scuole, l'assistenza religiosa per i militari e per i detenuti, l'assistenza alle famiglie numerose, il diritto di voto per i religiosi, il riposo domenicale, l'autorizzazione dei cimiteri religiosi, il servizio militari per i chierici sotto forma di assistenza militare o ospedaliera, la pluralità e libertà dei sindacati operai, la legge contro la propaganda sovversiva.
Nel 1933 ad opera del benedettino tedesco Martin Michler, formatosi a Maria Laach, fu introdotto in Brasile il movimento liturgico: la prima Messa dialogata  e versus populum fu celebrata l'11 luglio di quell'anno, nell'occasione di un ritiro per studenti universitari.
Nel 1935 sempre per impulso del cardinal Leme fu fondata l'Azione Cattolica brasiliana, che nel 1938 giungerà a contare 150 000 iscritti. La presidenza nazionale fu affidata ad Alceu Amoroso Lima, che aderì alle posizioni maritainiane.
La Chiesa brasiliana ha ricevuto le visite pastorali di Giovanni Paolo II nel 1980, 1982, 1991 e nel 1997, quella di Benedetto XVI nel 2007 e quella di Francesco nel 2013.

## Organizzazione ecclesiastica
La Chiesa cattolica è presente sul territorio con 46 arcidiocesi metropolitane, 222 diocesi e 8 prelature territoriali. 
Sono presenti 2 circoscrizioni ecclesiastiche per i cattolici ucraini di rito bizantino e 1 amministrazione apostolica personale nella quale si celebrano l'eucaristia e gli altri sacramenti secondo il rito romano e la disciplina liturgica da Pio V rivisti e ordinati, con gli adattamenti apportati dai suoi successori fino a Giovanni XXIII.
Infine sono presenti 1 ordinariato militare e 1 ordinariato per i fedeli di rito orientale.

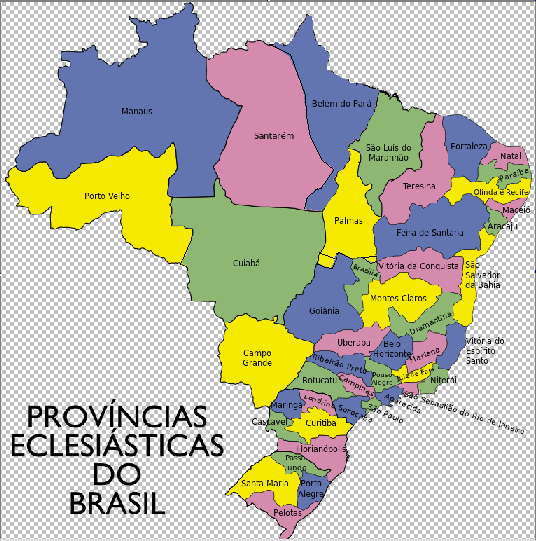
Province ecclesiastiche in Brasile.

La Conferenza episcopale brasiliana è suddivisa in 18 consigli episcopali regionali (Conselhos episcopais regionais), le cui competenze sono regolamentate dagli statuti della Conferenza nazionale.

### Regione Nord 1 (Amazonas e Roraima)

#### Provincia ecclesiastica di Manaus
- Arcidiocesi di Manaus
- Diocesi dell'Alto Solimões
- Diocesi di Borba
- Diocesi di Coari
- Diocesi di Parintins
- Diocesi di Roraima
- Diocesi di São Gabriel da Cachoeira
- Prelatura territoriale di Itacoatiara
- Prelatura territoriale di Tefé

### Regione Nord 2 (Pará)

#### Provincia ecclesiastica di Belém do Pará
- Arcidiocesi di Belém do Pará
- Diocesi di Abaetetuba
- Diocesi di Bragança do Pará
- Diocesi di Cametá
- Diocesi di Castanhal
- Diocesi di Macapá
- Diocesi di Marabá
- Diocesi di Ponta de Pedras
- Diocesi di Santíssima Conceição do Araguaia
- Prelatura territoriale di Marajó

#### Provincia ecclesiastica di Santarém
- Arcidiocesi di Santarém
- Diocesi di Óbidos
- Diocesi di Xingu-Altamira
- Prelatura territoriale di Alto Xingu-Tucumã
- Prelatura territoriale di Itaituba

### Regione Nord 3 (Tocantins)

#### Provincia ecclesiastica di Palmas
- Arcidiocesi di Palmas
- Diocesi di Araguaína
- Diocesi di Cristalândia
- Diocesi di Miracema do Tocantins
- Diocesi di Porto Nacional
- Diocesi di Tocantinópolis

### Regione Nord-est 1 (Ceará)

#### Provincia ecclesiastica di Fortaleza
- Arcidiocesi di Fortaleza
- Diocesi di Crateús
- Diocesi di Crato
- Diocesi di Iguatu
- Diocesi di Itapipoca
- Diocesi di Limoeiro do Norte
- Diocesi di Quixadá
- Diocesi di Sobral
- Diocesi di Tianguá

### Regione Nord-est 2 (Pernambuco, Paraíba, Rio Grande do Norte e Alagoas)

Mappa delle province ecclesiastiche della Regione Nord-est 2

#### Provincia ecclesiastica di Olinda e Recife
- Arcidiocesi di Olinda e Recife
- Diocesi di Afogados da Ingazeira
- Diocesi di Caruaru
- Diocesi di Floresta
- Diocesi di Garanhuns
- Diocesi di Nazaré
- Diocesi di Palmares
- Diocesi di Pesqueira
- Diocesi di Petrolina
- Diocesi di Salgueiro

#### Provincia ecclesiastica della Paraíba
- Arcidiocesi della Paraíba
- Diocesi di Cajazeiras
- Diocesi di Campina Grande
- Diocesi di Guarabira
- Diocesi di Patos

#### Provincia ecclesiastica di Maceió
- Arcidiocesi di Maceió
- Diocesi di Palmeira dos Índios
- Diocesi di Penedo

#### Provincia ecclesiastica di Natal
- Arcidiocesi di Natal
- Diocesi di Caicó
- Diocesi di Mossoró

### Regione Nord-est 3 (Bahia e Sergipe)

Mappa delle province ecclesiastiche della Regione Nord-est 3

#### Provincia ecclesiastica di San Salvador di Bahia
- Arcidiocesi di San Salvador di Bahia
- Diocesi di Alagoinhas
- Diocesi di Amargosa
- Diocesi di Camaçari
- Diocesi di Cruz das Almas
- Diocesi di Eunápolis
- Diocesi di Ilhéus
- Diocesi di Itabuna
- Diocesi di Teixeira de Freitas-Caravelas

#### Provincia ecclesiastica di Vitória da Conquista
- Arcidiocesi di Vitória da Conquista
- Diocesi di Bom Jesus da Lapa
- Diocesi di Caetité
- Diocesi di Jequié
- Diocesi di Livramento de Nossa Senhora

#### Provincia ecclesiastica di Feira de Santana
- Arcidiocesi di Feira de Santana
- Diocesi di Barra
- Diocesi di Barreiras
- Diocesi di Bonfim
- Diocesi di Irecê
- Diocesi di Juazeiro
- Diocesi di Paulo Afonso
- Diocesi di Ruy Barbosa
- Diocesi di Serrinha

#### Provincia ecclesiastica di Aracaju
- Arcidiocesi di Aracaju
- Diocesi di Estância
- Diocesi di Propriá

### Regione Nord-est 4 (Piauí)

#### Provincia ecclesiastica di Teresina
- Arcidiocesi di Teresina
- Diocesi di Bom Jesus do Gurguéia
- Diocesi di Campo Maior
- Diocesi di Floriano
- Diocesi di Oeiras
- Diocesi di Parnaíba
- Diocesi di Picos
- Diocesi di São Raimundo Nonato

### Regione Nord-est 5 (Maranhão)

#### Provincia ecclesiastica di São Luís do Maranhão
- Arcidiocesi di São Luís do Maranhão
- Diocesi di Bacabal
- Diocesi di Balsas
- Diocesi di Brejo
- Diocesi di Carolina
- Diocesi di Caxias do Maranhão
- Diocesi di Coroatá
- Diocesi di Grajaú
- Diocesi di Imperatriz
- Diocesi di Pinheiro
- Diocesi di Viana
- Diocesi di Zé Doca

### Regione Est 1 (Rio de Janeiro)

#### Provincia ecclesiastica di Rio de Janeiro
- Arcidiocesi di Rio de Janeiro
- Diocesi di Barra do Piraí-Volta Redonda
- Diocesi di Duque de Caxias
- Diocesi di Itaguaí
- Diocesi di Nova Iguaçu
- Diocesi di Valença

#### Provincia ecclesiastica di Niterói

Regione Est 2 (Minas Gerais).

- Arcidiocesi di Niterói
- Diocesi di Campos
- Diocesi di Nova Friburgo
- Diocesi di Petrópolis

### Regione Est 2 (Minas Gerais)

#### Provincia ecclesiastica di Mariana
- Arcidiocesi di Mariana
- Diocesi di Caratinga
- Diocesi di Governador Valadares
- Diocesi di Itabira-Fabriciano

#### Provincia ecclesiastica di Diamantina
- Arcidiocesi di Diamantina
- Diocesi di Almenara
- Diocesi di Araçuaí
- Diocesi di Guanhães
- Diocesi di Teófilo Otoni

#### Provincia ecclesiastica di Belo Horizonte
- Arcidiocesi di Belo Horizonte
- Diocesi di Divinópolis
- Diocesi di Luz
- Diocesi di Oliveira
- Diocesi di Sete Lagoas

#### Provincia ecclesiastica di Pouso Alegre
- Arcidiocesi di Pouso Alegre
- Diocesi di Campanha
- Diocesi di Guaxupé

#### Provincia ecclesiastica di Uberaba
- Arcidiocesi di Uberaba
- Diocesi di Ituiutaba
- Diocesi di Patos de Minas
- Diocesi di Uberlândia

#### Provincia ecclesiastica di Juiz de Fora
- Arcidiocesi di Juiz de Fora
- Diocesi di Leopoldina
- Diocesi di São João del Rei

#### Provincia ecclesiastica di Montes Claros
- Arcidiocesi di Montes Claros
- Diocesi di Janaúba
- Diocesi di Januária
- Diocesi di Paracatu

### Regione Est 3 (Espírito Santo)

#### Provincia ecclesiastica di Vitória
- Arcidiocesi di Vitória
- Diocesi di Cachoeiro de Itapemirim
- Diocesi di Colatina
- Diocesi di São Mateus

### Regione Sud 1 (São Paulo)

Província Eclesiástica di São Paulo, 1908.

#### Provincia ecclesiastica di San Paolo
- Arcidiocesi di San Paolo
- Diocesi di Campo Limpo
- Diocesi di Guarulhos
- Diocesi di Mogi das Cruzes
- Eparchia di Nostra Signora del Libano di San Paolo dei Maroniti (Maronita)
- Eparchia di Nostra Signora del Paradiso di San Paolo dei Melchiti (Melchita)
- Diocesi di Osasco
- Diocesi di Santo Amaro
- Diocesi di Santo André
- Diocesi di Santos
- Diocesi di São Miguel Paulista

#### Provincia ecclesiastica di Botucatu
- Arcidiocesi di Botucatu
- Diocesi di Araçatuba
- Diocesi di Assis
- Diocesi di Bauru
- Diocesi di Lins
- Diocesi di Marília
- Diocesi di Ourinhos
- Diocesi di Presidente Prudente

#### Provincia ecclesiastica di Campinas
- Arcidiocesi di Campinas
- Diocesi di Amparo
- Diocesi di Bragança Paulista
- Diocesi di Jaú
- Diocesi di Limeira
- Diocesi di Piracicaba
- Diocesi di São Carlos

#### Provincia ecclesiastica di Ribeirão Preto
- Arcidiocesi di Ribeirão Preto
- Diocesi di Franca
- Diocesi di Jaboticabal
- Diocesi di São João da Boa Vista

#### Provincia ecclesiastica di São José do Rio Preto
- Arcidiocesi di São José do Rio Preto
- Diocesi di Barretos
- Diocesi di Catanduva
- Diocesi di Jales
- Diocesi di Votuporanga

#### Provincia ecclesiastica di Aparecida
- Arcidiocesi di Aparecida
- Diocesi di Caraguatatuba
- Diocesi di Lorena
- Diocesi di São José dos Campos
- Diocesi di Taubaté

#### Provincia ecclesiastica di Sorocaba
- Arcidiocesi di Sorocaba
- Diocesi di Itapetininga
- Diocesi di Itapeva
- Diocesi di Jundiaí
- Diocesi di Registro

### Regione Sud 2 (Paraná)

#### Provincia ecclesiastica di Curitiba
- Arcidiocesi di Curitiba
- Diocesi di Guarapuava
- Diocesi di Paranaguá
- Diocesi di Ponta Grossa
- Diocesi di São José dos Pinhais
- Diocesi di União da Vitória

#### Provincia ecclesiastica di Londrina
- Arcidiocesi di Londrina
- Diocesi di Apucarana
- Diocesi di Cornélio Procópio
- Diocesi di Jacarezinho

#### Provincia ecclesiastica di Maringá
- Arcidiocesi di Maringá
- Diocesi di Campo Mourão
- Diocesi di Paranavaí
- Diocesi di Umuarama

#### Provincia ecclesiastica di Cascavel
- Arcidiocesi di Cascavel
- Diocesi di Foz do Iguaçu
- Diocesi di Palmas-Francisco Beltrão
- Diocesi di Toledo

### Regione Sud 3 (Rio Grande do Sul)

#### Provincia ecclesiastica di Passo Fundo
- Arcidiocesi di Passo Fundo
- Diocesi di Erexim
- Diocesi di Frederico Westphalen
- Diocesi di Vacaria

#### Provincia ecclesiastica di Pelotas
- Arcidiocesi di Pelotas
- Diocesi di Bagé
- Diocesi di Rio Grande

#### Provincia ecclesiastica di Porto Alegre
- Arcidiocesi di Porto Alegre
- Diocesi di Caxias do Sul
- Diocesi di Montenegro
- Diocesi di Novo Hamburgo
- Diocesi di Osório

#### Provincia ecclesiastica di Santa Maria
- Arcidiocesi di Santa Maria
- Diocesi di Cachoeira do Sul
- Diocesi di Cruz Alta
- Diocesi di Santa Cruz do Sul
- Diocesi di Santo Ângelo
- Diocesi di Uruguaiana

### Regione Sud 4 (Santa Catarina)

#### Provincia ecclesiastica di Florianópolis
- Arcidiocesi di Florianópolis
- Diocesi di Criciúma
- Diocesi di Tubarão

#### Provincia ecclesiastica di Joinville
- Arcidiocesi di Joinville
- Diocesi di Blumenau
- Diocesi di Rio do Sul

#### Provincia ecclesiastica di Chapecó
- Arcidiocesi di Chapecó
- Diocesi di Caçador
- Diocesi di Joaçaba
- Diocesi di Lages

### Regione Centro-ovest (Goiás e Distrito Federal)

#### Provincia ecclesiastica di Brasilia
- Arcidiocesi di Brasilia
- Diocesi di Formosa
- Diocesi di Luziânia
- Diocesi di Uruaçu

#### Provincia ecclesiastica di Goiânia
- Arcidiocesi di Goiânia
- Diocesi di Anápolis
- Diocesi di Goiás
- Diocesi di Ipameri
- Diocesi di Itumbiara
- Diocesi di Jataí
- Diocesi di Rubiataba-Mozarlândia
- Diocesi di São Luís de Montes Belos

### Regione Ovest 1 (Mato Grosso do Sud)

#### Provincia ecclesiastica di Campo Grande
- Arcidiocesi di Campo Grande
- Diocesi di Corumbá
- Diocesi di Coxim
- Diocesi di Dourados
- Diocesi di Jardim
- Diocesi di Naviraí
- Diocesi di Três Lagoas

### Regione Ovest 2 (Mato Grosso)

#### Provincia ecclesiastica di Cuiabá
- Arcidiocesi di Cuiabá
- Diocesi di Barra do Garças
- Diocesi di Diamantino
- Diocesi di Juína
- Diocesi di Primavera do Leste-Paranatinga
- Diocesi di Rondonópolis-Guiratinga
- Diocesi di São Luiz de Cáceres
- Diocesi di Sinop
- Prelatura territoriale di São Félix

### Regione Nord-ovest (Rondônia, Acre e Amazonas)

#### Provincia ecclesiastica di Porto Velho
- Arcidiocesi di Porto Velho
- Diocesi di Cruzeiro do Sul
- Diocesi di Guajará-Mirim
- Diocesi di Humaitá
- Diocesi di Ji-Paraná
- Diocesi di Rio Branco
- Prelatura territoriale di Lábrea

### Circoscrizioni delle Chiese orientali

#### Chiesa greco-cattolica ucraina: Provincia ecclesiastica di Curitiba degli Ucraini
- Arcieparchia di San Giovanni Battista di Curitiba degli Ucraini
- Eparchia dell'Immacolata Concezione di Prudentópolis degli Ucraini

### Circoscrizioni ecclesiastiche personali
- Amministrazione apostolica personale San Giovanni Maria Vianney
- Ordinariato militare in Brasile
- Ordinariato del Brasile per i fedeli di rito orientale

### Circoscrizioni ecclesiastiche rette da cardinali
Attualmente ci sono 6 circoscrizioni ecclesiastiche rette da cardinali:
- l'arcidiocesi di Brasilia, retta dal cardinale Paulo Cezar Costa;
- l'arcidiocesi di Manaus, retta dal cardinale Leonardo Ulrich Steiner;
- l'arcidiocesi di Rio de Janeiro, retta dal cardinale Orani João Tempesta;
- l'arcidiocesi di Porto Alegre, retta dal cardinale Jaime Spengler;
- l'arcidiocesi di San Paolo, retta dal cardinale Odilo Pedro Scherer;
- l'arcidiocesi di San Salvador di Bahia, retta dal cardinale Sérgio da Rocha.

## Nunziatura apostolica

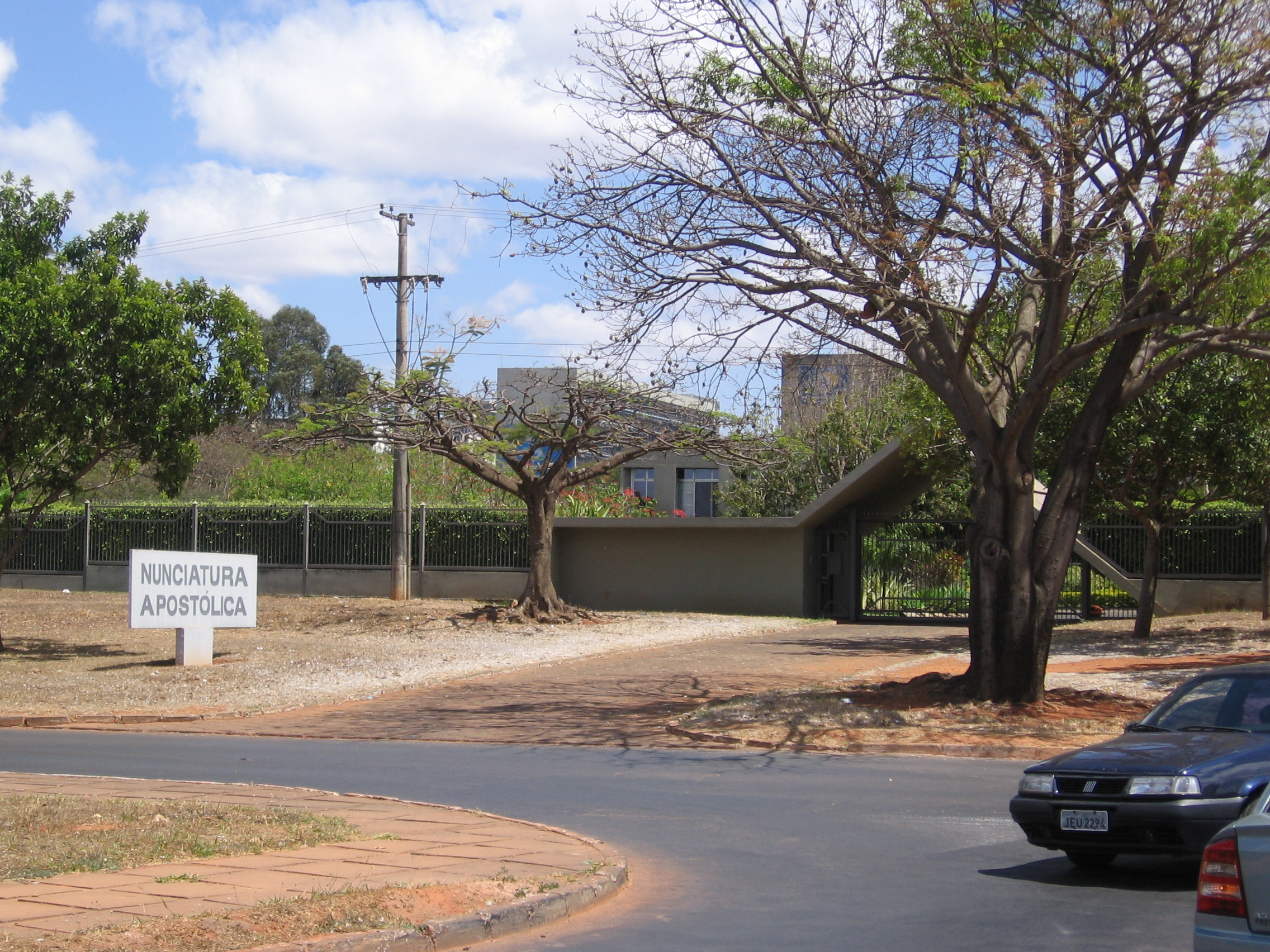
La sede della nunziatura apostolica di Brasilia.

La nunziatura apostolica del Brasile è stata fondata il 27 luglio 1829. La sede è a Brasilia.
Dal 1807 al 1820 i titolari della nunziatura apostolica in Portogallo, il cardinale Lorenzo Caleppi, fino al 1816, e poi l'arcivescovo Giovan Francesco Compagnoni Marefoschi, risiedettero in Brasile, dove la Corte portoghese si era trasferita in seguito all'invasione francese.

### Internunzi apostolici
- Pietro Ostini (17 luglio 1829 - 2 settembre 1832 nominato nunzio apostolico in Austria)
- Scipione Domenico Fabbrini (28 novembre 1840 - 7 gennaio 1841)
- Ambrogio Campodonico (30 marzo 1841 - 8 novembre 1845)
- Gaetano Bedini (28 ottobre 1845 - 16 agosto 1847 dimesso)
- Lorenzo Barili (13 maggio 1848 - 26 maggio 1851 nominato delegato apostolico in Colombia)
- Gaetano Bedini (18 marzo 1852 - 20 giugno 1856 nominato segretario della Congregazione de Propaganda Fide) (per la seconda volta)
- Vincenzo Massoni (26 settembre 1856 - 3 giugno 1857 deceduto)
- Mariano Falcinelli Antoniacci (14 dicembre 1857 - 14 agosto 1863 nominato nunzio apostolico in Austria)
- Domenico Sanguigni (23 gennaio 1863 - 30 marzo 1874 nominato nunzio apostolico in Portogallo)
- Cesare Roncetti (18 luglio 1876 - 8 agosto 1879 nominato nunzio apostolico in Germania)
- Angelo Di Pietro (30 settembre 1879 - 21 marzo 1882 nominato nunzio apostolico in Germania)
- Mario Mocenni (28 marzo 1882 - 18 ottobre 1882 nominato sostituto della Segreteria di Stato della Santa Sede)
- Vincenzo Vannutelli (22 dicembre 1882 - 4 ottobre 1883 nominato nunzio apostolico in Portogallo)
- Cesare Sambucetti (29 novembre 1883 - 6 maggio 1884 dimesso)
- Rocco Cocchia, O.F.M.Cap. (6 maggio 1884 - 23 maggio 1887 nominato arcivescovo di Chieti)
- Francesco Spolverini (20 luglio 1887 - 14 marzo 1892 dimesso)
- Girolamo Maria Gotti (19 aprile 1892 - 1º dicembre 1896 nominato prefetto della Congregazione per le indulgenze e le sacre reliquie)
- Giuseppe Macchi (14 febbraio 1898 - 26 agosto 1902 nominato nunzio apostolico in Germania)

### Nunzi apostolici
- Giulio Tonti (23 agosto 1902 - 4 ottobre 1906 nominato nunzio apostolico in Portogallo)
- Alessandro Bavona (13 novembre 1906 - 2 febbraio 1911 nominato nunzio apostolico in Austria)
- Giuseppe Aversa (2 marzo 1911 - 4 dicembre 1916 nominato nunzio apostolico in Germania)
- Angelo Giacinto Scapardini (4 dicembre 1916 - 1920 dimesso)
- Enrico Gasparri (1º settembre 1920 - 14 dicembre 1925 nominato creato cardinale)
- Benedetto Aloisi Masella (26 aprile 1927 - 27 ottobre 1954 nominato prefetto della Congregazione per la Disciplina dei Sacramenti)
- Carlo Chiarlo (19 marzo 1946 - 24 settembre 1954 nominato officiale della Segreteria di Stato della Santa Sede)
- Armando Lombardi (1954 - 4 maggio 1964 deceduto)
- Sebastiano Baggio (26 maggio 1964 - 23 giugno 1969 nominato arcivescovo di Cagliari)
- Umberto Mozzoni (19 aprile 1969 - 1973 nominato officiale della curia romana)
- Carmine Rocco (22 maggio 1973 - 12 maggio 1982 deceduto)
- Carlo Furno (21 agosto 1982 - 15 aprile 1992 nominato nunzio apostolico in Italia)
- Alfio Rapisarda (2 giugno 1992 - 12 ottobre 2002 nominato nunzio apostolico in Portogallo)
- Lorenzo Baldisseri (12 novembre 2002 - 11 gennaio 2012 nominato segretario della Congregazione per i vescovi)
- Giovanni d'Aniello (10 febbraio 2012 - 1º giugno 2020 nominato nunzio apostolico in Russia)
- Giambattista Diquattro, dal 29 agosto 2020